# Hallam L. Movius

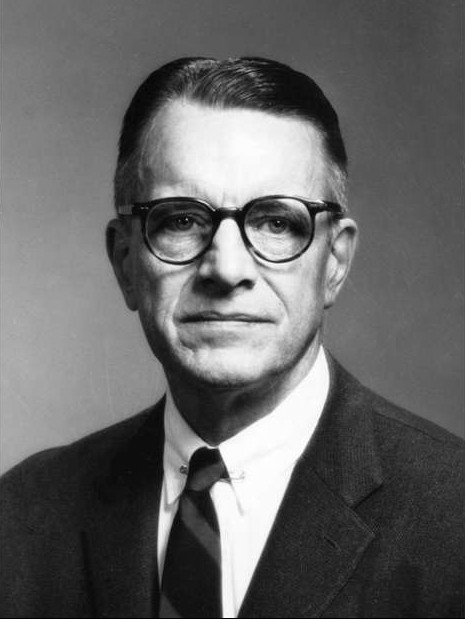
Hallam L. Movius

Hallam Leonard Movius, Jr. (* 28. November 1907 in Newton, Massachusetts; † 30. Mai 1987 in Cambridge, Massachusetts) war ein US-amerikanischer Archäologe.
Movius galt als führender amerikanischer Experte für das Paläolithikum. Er machte sich besonders um die Ausgrabungen am Abri Pataud verdient und nach ihm ist die Movius-Linie benannt, eine archäologische Fundgrenze in Asien. Er bewertete die Radiokarbonmethode für die Archäologie der Steinzeit und erstellte gemeinsam mit Henri-Victor Vallois einen Katalog humaner Fossilien.

## Leben
Movius war der Sohn des gleichnamigen Landschaftsarchitekten Hallam Leonard Movius. Er erwarb 1930 am Harvard College einen Bachelor und 1932 ebendort einen Master, 1937 einen Ph.D., beide in Anthropologie. Er nahm vor und nach dem Krieg an zahlreichen Grabungen an paläolithischen Fundstätten in Europa, nahe Jerusalem und in Südostasien teil. In Jerusalem war er Assistent von Theodore D. McCown. Für das Harvard Irish Survey arbeitete er unter Hugh Hencken, für die Harvard-Carnegie Expedition unter Helmut de Terra. 1939 erhielt er eine Stelle am Peabody Museum of Archaeology and Ethnology.
Movius diente im Zweiten Weltkrieg in den United States Army Air Forces in Italien. Er verließ 1946 die Streitkräfte im Range eines Lieutenant Colonel. 1948 erhielt er eine Stellung als Dozent (Lecturer) an der Harvard University, 1950 wurde er Associate Professor, 1957 erhielt er eine ordentliche Professur. Während dieser Zeit unternahm er Feldforschungen an verschiedenen Stätten in Frankreich, insbesondere im Abri Pataud.
1951 wurde Movius als Fellow in die American Association for the Advancement of Science gewählt, 1952 als Mitglied in die American Academy of Arts and Sciences, 1957 in die National Academy of Sciences. 1954 erhielt Movius ein Guggenheim-Stipendium der John Simon Guggenheim Memorial Foundation, 1970 wurde er zum Chevalier des Arts et des Lettres der französischen Republik ernannt.
Movius war seit 1936 mit der australischen Archäologin Nancy Champion de Crespigny verheiratet. Das Paar hatte zwei Kinder. 1970 erlitt Hallam Movius einen Schlaganfall, konnte aber noch einige Jahre wissenschaftlich tätig sein. 1974 zog er sich von seiner Lehrtätigkeit zurück, 1976 von seiner Arbeit als Kurator des Peabody Museum. Seine letzten Monographien wurden 1984 und 1985 veröffentlicht.